# Brasil Open 2016
Il Brasil Open 2016 è stato un torneo di tennis giocato su campi di terra rossa outdoor, facente parte della categoria ATP World Tour 250 series nell'ambito dell'ATP World Tour 2016. È stata la 16ª edizione del Brasil Open, e si è giocato presso il Complexo Desportivo Constâncio Vaz Guimarães di San Paolo, in Brasile, dal 22 al 28 febbraio 2016.

## Partecipanti

### Teste di serie
| Nazione   | Giocatore            | Ranking* | Testa di serie |
| --------- | -------------------- | -------- | -------------- |
| Francia   | Benoît Paire         | 22       | 1              |
| Brasile   | Thomaz Bellucci      | 32       | 2              |
| Uruguay   | Pablo Cuevas         | 45       | 3              |
| Argentina | Federico Delbonis    | 46       | 4              |
| Spagna    | Albert Ramos Viñolas | 47       | 5              |
| Italia    | Paolo Lorenzi        | 50       | 6              |
| Spagna    | Nicolás Almagro      | 53       | 7              |
| Spagna    | Pablo Andújar        | 62       | 8              |

* Ranking al 15 febbraio 2016.

### Altri partecipanti
I seguenti giocatori hanno ricevuto una wild card per il tabellone principale:
- Guilherme Clezar
- Thiago Monteiro
- Benoît Paire

I seguenti giocatori sono passati dalle qualificazioni:

- Facundo Bagnis
- Gastão Elias
- Máximo González
- Blaž Rola

I seguenti giocatori sono entrati in tabellone come lucky loser:
- Roberto Carballés Baena

## Campioni

### Singolare
Pablo Cuevas ha battuto in finale  Pablo Carreño Busta per 7–6(4), 6–3.
- È il quinto titolo in carriera per Cuevas, secondo della stagione e secondo consecutivo a San Paolo.

### Doppio
Julio Peralta /  Horacio Zeballos hanno battuto in finale   Pablo Carreño Busta /  David Marrero per 4–6, 6–1, [10–5].